# ریچارد شرودر
ریچارد شرودر (به انگلیسی: Richard Schroeder) (زادهٔ ۲۹ اکتبر ۱۹۶۱) شناگر اهل ایالات متحده آمریکا است.